# Zapato monkstrap

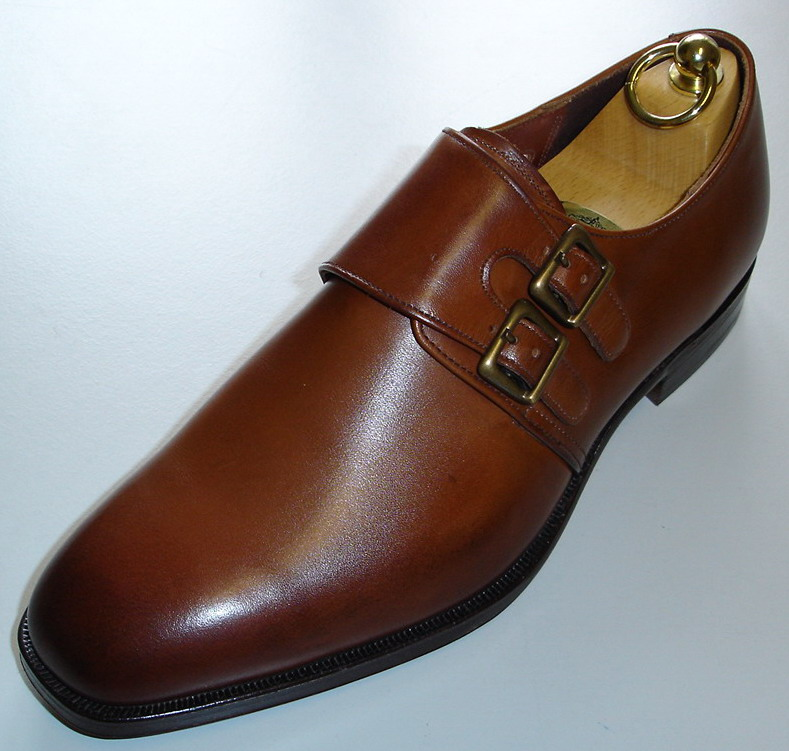
Un zapato monkstrap con dos hebillas

El zapato monkstrap es un tipo de calzado que se caracteriza por su cierre en forma de hebilla. Su nombre deriva de las sandalias que llevaban los monjes que disponían de un cierre semejante.
El zapato monkstrap es apreciado por quienes quieren un calzado cómodo pues se abrocha de forma rápida y ajustada al tamaño de cada pie. Se puede considerar un zapato más formal que un mocasín pero menos que un zapato Oxford. Se puede llevar para vestir e incluso con chaqué.
Generalmente, el monkstrap cuenta con una empella lisa y dos cañetas en las que se sitúan respectivamente la cinta y la hebilla. Las hebillas pueden ser de diferentes tipos: doradas, plateadas, cuadrangulares, redondeadas o decoradas. Así mismo, aunque el modelo tradicional solo lleva una hebilla también existen zapatos con dos.
Se recomienda llevar los monkstrap con pantalones estrechos para evitar la incomodidad de que la pernera se enganche en la hebilla y para mostrar en su plenitud las características del zapato.